# Rivière Nepton (vattendrag i Kanada, lat 49,31, long -72,29)
Rivière Nepton är ett vattendrag i Kanada.   Det ligger i provinsen Québec, i den östra delen av landet, 500 km nordost om huvudstaden Ottawa.
I omgivningarna runt Rivière Nepton växer i huvudsak blandskog. Trakten runt Rivière Nepton är nära nog obefolkad, med mindre än två invånare per kvadratkilometer.